# Manuel Portaceli Roig
Manuel Portaceli Roig (València, 1942) és un arquitecte valencià, conegut sobretot per la restauració i rehabilitació del teatre romà de Sagunt.
En 1970 obté el títol d'arquitecte a l'Escola T. S. d'Arquitectura de Barcelona. Dos anys més tard ja és professor d'Història de l'arquitectura a la Universitat Politècnica de València.
Obté diverses beques per a la docència i la recerca a Milà i a Nova York. A partir de 1985 publica nombrosos articles i treballs en revistes especialitzades i en llibres. Destaquen els seus projectes de rehabilitació d'edificis i monuments històrics, com l'Almodí de Xàtiva, el Palau del Marqués de Campo, les Drassanes i el Museu de Sant Pius V a València. Tanmateix, la seua obra més emblemàtica, en part per la polèmica que va suscitar, és el projecte de rehabilitació del teatre romà de Sagunt, dut a terme juntament amb l'arquitecte italià Giorgio Grassi.

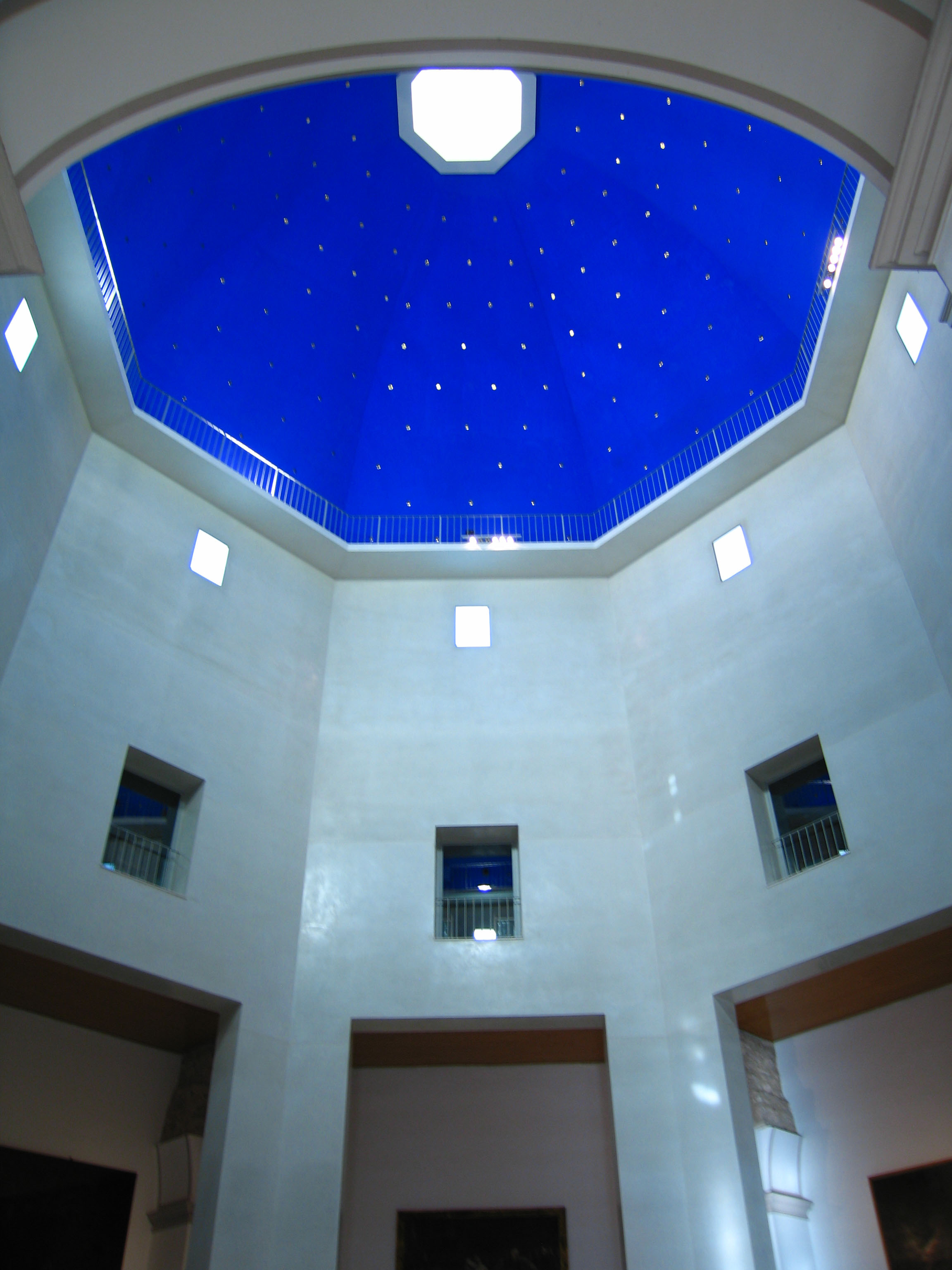
Cúpula. Museu Sant Pius V

## Obra
En la seua obra es poden distingir:
- Projectes d'habitatges, la majoria a la Comunitat Valenciana, com per exemple la Casa-estudi Manolo Valdés, a Dénia.
- Edificis docents. Situats a la província de València, com l'Escola Gavina (Picanya), o els aularis per a la Universitat de València.
- Rehabilitacions d'edificis i monuments històrics. És aquest un dels aspectes més destacats de l'obra de Portaceli. Es poden citar les rehabilitacions següents:[5]
  - Almodí de Xàtiva (1983-1985)
  - Palau del marqués de Campo (1985-1989), per al seu ús com a Museu de la Ciutat, a València
  - Drassanes de València (1979-1993)
  - Museu de belles arts Sant Pius V (1985-1996), i la seua ampliació
  - Teatre romà de Sagunt (1985-1993)
  - Palau de Benicarló (1988-1994), i la seua ampliació per a seu de les Corts Valencianes
  - Castell de Sagunt (2002-2005)

## Premis
- 1985: Premi d'Arquitectura del Col·legi Oficial d'Arquitectes de la Comunitat Valenciana (COACV), per la rehabilitació de l'Almodí de Xàtiva (juntament amb G. Grassi)[6]
- 1989: Premi d'Arquitectura del Col·legi Oficial d'Arquitectes de la Comunitat Valenciana, per la rehabilitació del Palau del Marqués de Campo de València (juntament amb J. J. Estellés Enceba)[7]
- 1994: Premi Rehabitec`94 de l'Institut de Tecnologia de la Construcció de Catalunya, per la restauració de les Drassanes de València
- 1994: Primer premi Neues Museum de Berlín, per a la seua restauració i articulació amb altres museus de Berlín (juntament amb G. Grassi)[8]
- 1994: Finalista del premi Mies van der Rohe, per la restauració i rehabilitació del teatre romà de Sagunt (juntament amb G. Grassi)[9]